# Melodifestivalen 2004

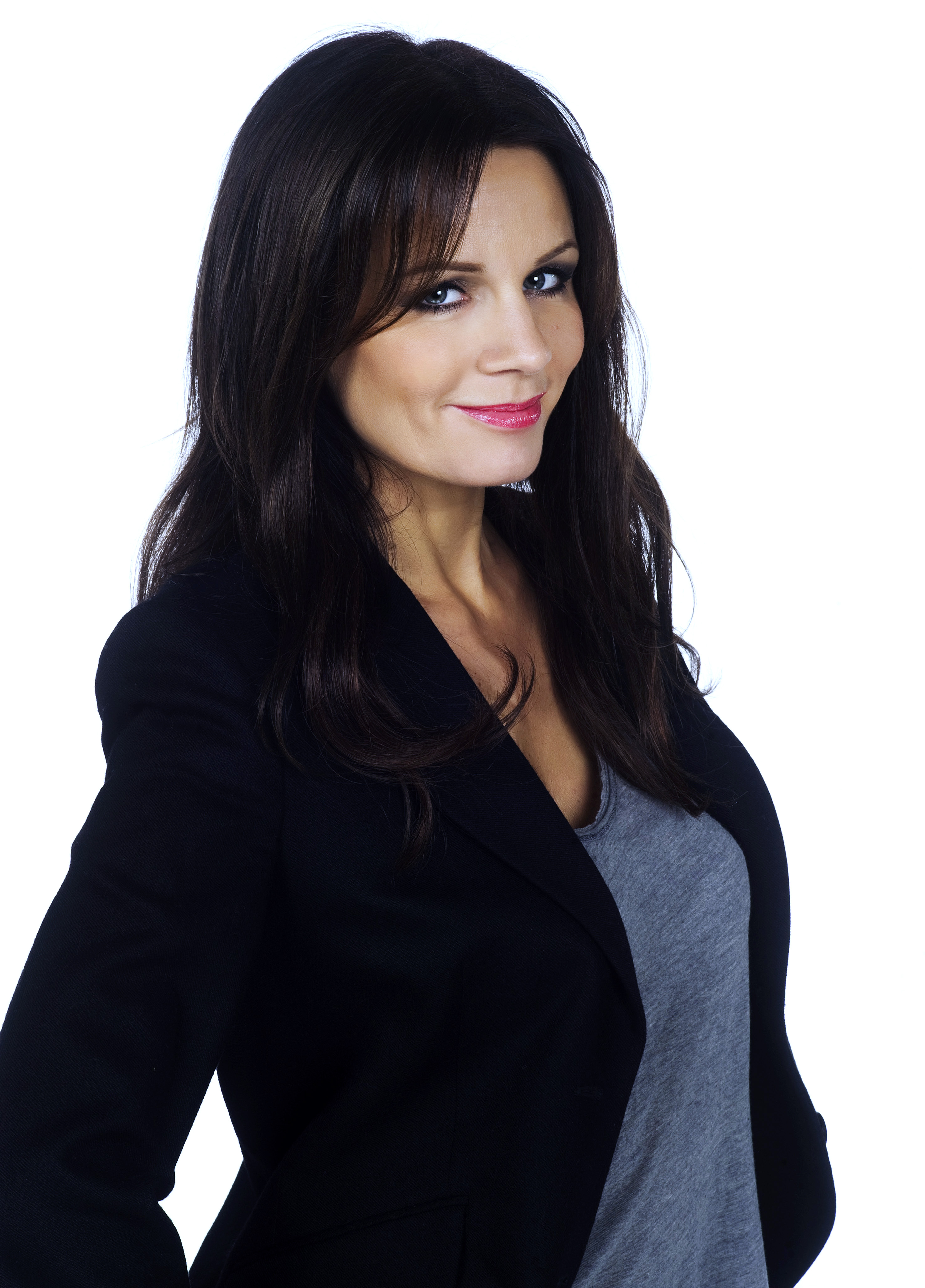
Lena Philipsson vann Melodifestivalen 2004 med låten "Det gör ont".

Melodifestivalen 2004 var den 44:e upplagan av Melodifestivalen tillika Sveriges uttagning till Eurovision Song Contest 2004, som detta år arrangerades i Istanbul, Turkiet. Tävlingen utgjordes av en turné bestående av fyra deltävlingar à åtta bidrag, uppsamlingsheatet Andra chansen och slutligen en final där vinnaren, ”Det gör ont” med Lena Philipsson, korades.

## Tävlingsupplägg
Sveriges Television lät för tredje året i rad använda sig av det deltävlingsformat som inför 2002 års tävling introducerades till tävlingen; tittarna avgjorde genom telefonröstning resultatet i de fyra deltävlingarna och uppsamlingsheatet Andra chansen, som detta år fick sitt nuvarande namn, innan en final arrangerades. De fyra deltävlingarna sändes från Karlstad, Göteborg, Umeå och Malmö, och finalen från Stockholm. Av rekordmånga 3 232 bidrag valde en urvalsjury, tillsatt av Sveriges Television, med hjälp av Svenska musikförläggarföreningen ut 28 av tävlingens 32 bidrag, varpå Sveriges Television kompletterade med ytterligare fyra; bidragen fördelades sedan jämnt över de fyra deltävlingarna. Varje deltävling avgjordes i två omgångar; i den första röstade tittarna vidare fem bidrag, vilka sedan visades i kortare versioner i form av en snabbrepris; i den andra röstade tittarna vidare de två bidrag med flest röster till final och de två med tredje och fjärde flest röster till uppsamlingsheatet Andra chansen, varpå det med femte flest röster fick lämna tävlingen. Totalt gick alltså 16 bidrag vidare från de fyra deltävlingarna, åtta till final och åtta till Andra chansen; de nionde och tionde finalplatserna utsågs av tittarna i det sistnämnda uppsamlingsheatet. Finalen utgjordes sedermera av tio bidrag. Likt tidigare år delade tittarna där makten med elva jurygrupper representerade av Sveriges Televisions elva regionala nyhetsregioner.

### Regelverk
I enlighet med Melodifestivalens regelverk skulle tävlande artister och bidrag förhålla sig till följande:
- Endast svenska medborgare, som var folkbokförda i Sverige hösten 2003, fick skicka in bidrag till tävlingen; undantaget var personer som under perioden 1 oktober 2003–30 mars 2004 var anställda av Sveriges Television.
- Låtarna som skickades in fick inte överstiga tre minuter, och fick inte ha varit publicerade tidigare; Sveriges Television beslutade i sin tur när tävlingsbidragen fick släppas.
- Sveriges Television hade full beslutsrätt i att välja artist(er) till samtliga bidrag, varför de(n) som sjöng på respektive låts demoversion skulle vara beredda på att framföra bidraget i tävlingen.
- Inskickade bidrag fick framföras på valfritt språk; i samband med inskickning skulle noter och en svensk text, till låtar som inte sjöngs på svenska eller engelska, bifogas.
- Maximalt sex personer, fyllda 16 år dagen då Eurovision Song Contest skulle komma att arrangeras, fick medverka i scennumret.
- Alla sånginsatser, inklusive körsång, skulle göras live, även om musiken låg förinspelad på band.
- Sveriges Television hade rätt att när som helst diskvalificera bidrag.

Sveriges Television lät dessutom presentera mindre regeländringar inför tävlingen:
- Av de 32 bidragen skulle minst tio framföras på svenska.
- Den urvalsjury som hade för uppgift att välja ut tävlingsbidragen skulle detta år endast välja 28 bidrag, varpå Sveriges Television skulle komplettera med fyra så kallade jokrar.
- Regeln om att bidrag skulle framföras på det språk som det framfördes på i den inskickade demoversionen slopades.

## Datum och händelser
- Senast den 30 september 2003 skulle bidragen till Melodifestivalen 2004 vara inskickade eller poststämplade till SVT.
- Den 3 oktober 2003 släpptes biljetterna till deltävlingarna och finalen.[3] Samma dag offentliggjordes de städer som skulle komma att besökas under turnén, och antalet inskickade bidrag.
- Den 24 oktober 2003 presenterades de 28 första bidragens låttitlar.
- Den 9 december 2003 presenterades artisterna till de 28 första bidragen.[4]
- Den 22 januari 2004 presenterades programledarna.
- Den 27 januari 2004 presenterades bidragen som tävlade i egenskap av jokrar;
  - "C'est la vie" med Hanson, Carson & Malmkvist
  - "Det gör ont" med Lena Philipsson
  - "Paradise" med E-Type feat. NaNa[5]
  - "Tro på mig" med Niklas Andersson

### Turnéplan
- Lördagen den 21 februari 2004 – Deltävling 1, Löfbergs Lila Arena, Karlstad.
- Lördagen den 28 februari 2004 – Deltävling 2, Scandinavium, Göteborg.
- Lördagen den 6 mars 2004 – Deltävling 3, Umeå Arena, Umeå.
- Lördagen den 13 mars 2004 – Deltävling 4, Malmömässan, Malmö.
- Söndagen den 14 mars 2004 – Andra chansen, Hotel Rival, Stockholm.
- Lördagen den 20 mars 2004 – Final, Globen, Stockholm.

## Deltävlingarna
| Återkommande artister                                                      | Återkommande artister | Återkommande artister  |
| Artist                                                                     | Tidigare år (plac.) | Tidigare år (plac.)    |
| Artist                                                                     | Mel. | ESC                    |
| -------------------------------------------------------------------------- | --- | ---------------------- |
| Andrés Esteche                                                             | 2003 (u.r.) | –                      |
| Ann-Louise Hanson                                                          | 1963 (-, -), 1966 (4:a), 1967 (7:a, 10:a), 1969 (4:a), 1973 (4:a), 1974 (8:a), 1975 (6:a), 1982 (5:a), 1983 (5:a) 2002 (u.r.) | –                      |
| Bubbles                                                                    | 2003 (9:a) | –                      |
| Fame                                                                       | 2003 (1:a) | 2003 (5:a)             |
| Gladys del Pilar                                                           | 1996 (2:a) 2002 2003 | 2002 (8:a)             |
| Glenn Borgkvist                                                            | 2002 (5:a) 2003 (u.r.) | –                      |
| Kim Kärnfalk                                                               | 2000 (2:a) 2001 (1:a) 2002 (8:a)                                                                                              | 2001 (5:a)             |
| Lena Philipsson                                                            | 1986 (2:a) 1987 (5:a) 1988 (2:a)                                                                                              | –                      |
| Niklas Andersson                                                           | 2002 (u.r.) | –                      |
| Nina Inhammar                                                              | 2000 (2:a) 2001 (1:a) 2002 (8:a)                                                                                              | 2001 (5:a)             |
| Pandora                                                                    | 2003 (u.r.) | –                      |
| Sarek                                                                      | 2003 (6:a) | –                      |
| Shirley Clamp                                                              | 2003 (u.r.) | –                      |
| Siw Malmkvist                                                              | 1959 (1:a) 1961 (1:a, 4:a) 1988 (7:a)                                                                                         | 1960 (10:a) 1969 (9:a) |
| Towa Carson                                                                | 1967 (3:a, 5:a) 1968 (3:a) | –                      |
| 1. 2. 3. 4. 5. 6. 7. 8. 9. 10. 11. 12. 13. 14. 15. 16. 17. 18. 19. 20. 21. | |                        |

Deltävlingarna direktsändes i SVT1 varje lördag klockan 20.00–21.30. Tittarna avgjorde på egen hand resultatet i två omgångar; bidragen med flest respektive näst flest röster gick efter den andra röstningsomgången vidare direkt till final, medan bidragen med tredje respektive fjärde flest röster gick vidare till uppsamlingsheatet Andra chansen. De tre lägst placerade bidragen gallrades bort av tittarna redan efter första omgången, varpå räkneverken nollställdes för kvarvarande inför omgång två; det bidrag mest lägst antal röster i denna omgång fick sedermera också lämna tävlingen.
Likt tidigare år avgjorde tittarna resultatet genom att ringa, dock för en lägre samtalskostnad än tidigare år. Tittarna kunde rösta genom att ringa 099-409 0X, där X var bidragets startnummer, för 5,70 kronor per samtal; 1,41 kronor gick till Radiohjälpen. Bidragen som gick vidare till röstningsomgång två behöll sina respektive startnummer. Hur många röster, och vilken placering, varje bidrag fick redovisades först efter turnéns slut, eftersom Sveriges Television inte ville påverka tittarna inför finalen.
I samband med turnén uppdagades att bidragen "Love Turns Water Into Wine", framfört av Karl Martindahl, och "You Are the Sunshine of My Life", framfört av Jennifer Escola, funnits att tillgå på internetplattformar. Sveriges Teleivsion valde emellertid att inte diskvalificera bidragen, eftersom dess respektive publiceringar skett oavsiktligen.

### Deltävling 1: Karlstad
Deltävlingen sändes från Löfbergs Lila Arena i Karlstad lördagen den 21 februari 2004.

#### Startfält
Bidragen presenteras nedan i startordning.
| Nr | Artist/grupp      | Melodi                     | Upphovsmän (text & musik)                                              |
| -- | ----------------- | -------------------------- | ---------------------------------------------------------------------- |
| 1  | Nina & Kim        | En gång för alla           | Gustav Eurén (tm), Karl Eurén (tm), Niclas Arn (tm)                    |
| 2  | Joachim Bergström | Still Believe              | Emil Heiling (tm), Johan Bejerholm (tm), Jonas Sahlin (tm)             |
| 3  | Sarek             | Älvorna                    | Dan Attlerud (t), Lars Diedricson (m), Marcos Ubeda (m)                |
| 4  | Karl Martindahl   | Love Turns Water Into Wine | Michael Persson (tm), Peter Broman (tm)                                |
| 5  | LaGaylia Frazier  | It's In the Stars          | Lars Andersson (tm), Thomas Thörnholm (tm)                             |
| 6  | Sara Löfgren      | Som stormen                | Carina Danielsson-Bergsman (t), Eddie Jonsson (t), Lars Diedricson (m) |
| 7  | Niklas Andersson  | Tro på mig                 | Lasse Berghagen (tm)                                                   |
| 8  | Petra Nielsen     | Tango! Tango!              | Thomas G:son (tm)                                                      |

#### Resultat
| Nr | Melodi                     | Antal röster | Antal röster | Plac. | Anm.          |
| Nr | Melodi                     | Omgång 1     | Omgång 2     | Plac. | Anm.          |
| -- | -------------------------- | ------------ | ------------ | ----- | ------------- |
| 1  | En gång för alla           | 19 272       | —            | 7     | Utslagen      |
| 2  | Still Believe              | 14 737       | —            | 8     | Utslagen      |
| 3  | Älvorna                    | 35 660       | 48 368       | 4     | Andra chansen |
| 4  | Love Turns Water Into Wine | 38 123       | 53 923       | 3     | Andra chansen |
| 5  | It's In the Stars          | 25 237       | 32 690       | 5     | Utslagen      |
| 6  | Som stormen                | 51 674       | 69 791       | 2     | Till final    |
| 7  | Tro på mig                 | 24 476       | —            | 6     | Utslagen      |
| 8  | Tango! Tango!              | 80 558       | 95 030       | 1     | Till final    |

#### Siffror
- Antal TV-tittare: 3 293 000 tittare (tittarrekord för en deltävling)[6]
- Antal telefonröster: 590 453 röster[7]
- Summa pengar insamlad till Radiohjälpen: 832 539 kronor[7]

### Deltävling 2: Göteborg
Deltävlingen sändes från Scandinavium i Göteborg lördagen den 28 februari 2004.

#### Startfält
Bidragen presenteras nedan i startordning.
| Nr | Artist/grupp      | Melodi                          | Upphovsmän (text & musik)                                      |
| -- | ----------------- | ------------------------------- | -------------------------------------------------------------- |
| 1  | Fredrik Kempe     | Finally                         | Fredrik Kempe (tm)                                             |
| 2  | Baccara           | Soy Tu Venus                    | Mats Jansson (tm), Robert Habolin (tm), Robert Olausson (tm)   |
| 3  | Fame              | Vindarna vänder oss             | Dan Attlerud (t), Henrik Sethsson (m), Pontus Assarsson (m)    |
| 4  | Jennifer Escola   | You Are the Sunshine of My Life | Ari Lehtonen (tm), Dick Cruslock (m)                           |
| 5  | Pay TV            | Trendy Discoteque               | Håkan Lidbo (tm), Ulrika Lidbo (tm)                            |
| 6  | Anne-Lie Rydé     | Säg att du har ångrat dig       | Thomas G:son (t), Tony Johansson (tm)                          |
| 7  | LaRoxx            | (Are U) Ready Or Not            | Jon Hällgren (tm), Koshiyar Mehdipoor (tm), Magnus Sagrén (tm) |
| 8  | E-Type feat. NaNa | Paradise                        | Fredrik Ekdahl (tm), Martin Eriksson (tm)                      |

#### Resultat
| Nr | Melodi                          | Antal röster | Antal röster | Plac. | Anm.          |
| Nr | Melodi                          | Omgång 1     | Omgång 2     | Plac. | Anm.          |
| -- | ------------------------------- | ------------ | ------------ | ----- | ------------- |
| 1  | Finally                         | 28 371       | 45 741       | 3     | Andra chansen |
| 2  | Soy Tu Venus                    | 10 609       | —            | 7     | Utslagen      |
| 3  | Vindarna vänder oss             | 72 185       | 82 434       | 2     | Till final    |
| 4  | You Are the Sunshine of My Life | 3 828        | —            | 8     | Utslagen      |
| 5  | Trendy Discoteque               | 17 657       | —            | 6     | Utslagen      |
| 6  | Säg att du har ångrat dig       | 30 376       | 34 838       | 4     | Andra chansen |
| 7  | (Are U) Ready Or Not            | 19 075       | 24 392       | 5     | Utslagen      |
| 8  | Paradise                        | 86 022       | 92 957       | 1     | Till final    |

#### Siffror
- Antal TV-tittare: 3 307 000 tittare (tittarrekord för en deltävling)[6]
- Antal telefonröster: 549 315 röster[7]
- Summa pengar insamlad till Radiohjälpen: 774 534 kronor[7]

### Deltävling 3: Umeå
Deltävlingen sändes från Umeå Arena i Umeå lördagen den 6 mars 2004.

#### Startfält
Bidragen presenteras nedan i startordning.
| Nr | Artist/grupp               | Melodi               | Upphovsmän (text & musik)                                                         |
| -- | -------------------------- | -------------------- | --------------------------------------------------------------------------------- |
| 1  | Bubbles                    | Blow the Spot        | Joacim Persson (tm), Niclas Molinder (tm), Pelle Ankarberg (tm)                   |
| 2  | Emil Sigfridsson           | Innan mörkret faller | Johan Fransson (tm), Niklas Edberger (tm), Tim Larsson (tm), Tobias Lundgren (tm) |
| 3  | Gladys del Pilar           | Baby I Can't Stop    | Daniel Eklund (tm), Mats Hedström (tm)                                            |
| 4  | Sandra Dahlberg            | Här stannar jag kvar | Johan Becker (tm), Sandra Dahlberg (tm)                                           |
| 5  | Itchycoo                   | Super Mega Nova      | Håkan Glänte (tm), Mia Bergström (tm), Tobias Gustavsson (tm)                     |
| 6  | Hanson, Carson & Malmkvist | C'est la vie         | Thomas G:son (tm)                                                                 |
| 7  | Autolove                   | Bulletproof Heart    | Gustave Lund (tm), Peder Ernerot (tm)                                             |
| 8  | Bosson                     | Efharisto            | Ingela Forsman (t), Bobby Ljunggren (m), Henrik Wikström (m)                      |

#### Resultat
| Nr | Melodi               | Antal röster | Antal röster | Plac. | Anm.          |
| Nr | Melodi               | Omgång 1     | Omgång 2     | Plac. | Anm.          |
| -- | -------------------- | ------------ | ------------ | ----- | ------------- |
| 1  | Blow the Spot        | 32 852       | 35 265       | 4     | Andra chansen |
| 2  | Innan mörkret faller | 23 106       | 26 861       | 5     | Utslagen      |
| 3  | Baby I Can't Stop    | 9 073        | —            | 8     | Utslagen      |
| 4  | Här stannar jag kvar | 55 307       | 79 410       | 1     | Till final    |
| 5  | Super Mega Nova      | 11 837       | —            | 7     | Utslagen      |
| 6  | C'est la vie         | 45 140       | 52 267       | 2     | Till final    |
| 7  | Bulletproof Heart    | 20 302       | —            | 6     | Utslagen      |
| 8  | Efharisto            | 45 355       | 44 334       | 3     | Andra chansen |

#### Siffror
- Antal TV-tittare: 3 138 000 tittare[6]
- Antal telefonröster: 487 367 röster[7]
- Summa pengar insamlad till Radiohjälpen: 687 187 kronor[7]

### Deltävling 4: Malmö
Deltävlingen sändes från Malmömässan i Malmö lördagen den 13 mars 2004.

#### Startfält
Bidragen presenteras nedan i startordning.
| Nr | Artist/grupp                    | Melodi           | Upphovsmän (text & musik) |
| -- | ------------------------------- | ---------------- | --- |
| 1  | Lena Philipsson                 | Det gör ont      | Thomas "Orup" Eriksson (tm) |
| 2  | Anders Borgius                  | Just Like Me     | Anders Borgius (tm) |
| 3  | Glenn Borgkvist & Lotta Nilsson | Boom bang-a-bang | David Clewett (m), Fredrik Lenander (m), Larry Forsberg (t), Lars Erlandsson (m), Lennart Wastesson (t), Sven-Inge Sjöberg (t) |
| 4  | After Dark                      | La dolce vita    | Larry Forsberg (tm), Lennart Wastesson (tm), Sven-Inge Sjöberg (tm)                                                            |
| 5  | Pandora                         | Runaway          | Johan Fransson (tm), Niklas Edberger (tm), Tim Larsson (tm), Tobias Lundgren (tm)                                              |
| 6  | Fre                             | Äntligen         | Henok Fre (tm), Jonatan Fre (tm), Putte Nelsson (tm), Roberto Martorell (tm)                                                   |
| 7  | Shirley Clamp                   | Min kärlek       | Ingela Forsman (t), Bobby Ljunggren (m), Henrik Wikström (m)                                                                   |
| 8  | Andrés Esteche                  | Olé Olé          | Johan Fransson (tm), Niklas Edberger (tm), Tim Larsson (tm), Tobias Lundgren (tm)                                              |

#### Resultat
| Nr | Melodi           | Antal röster | Antal röster | Plac. | Anm.          |
| Nr | Melodi           | Omgång 1     | Omgång 2     | Plac. | Anm.          |
| -- | ---------------- | ------------ | ------------ | ----- | ------------- |
| 1  | Det gör ont      | 56 414       | 77 775       | 1     | Till final    |
| 2  | Just Like Me     | 16 923       | —            | 7     | Utslagen      |
| 3  | Boom bang-a-bang | 17 670       | —            | 6     | Utslagen      |
| 4  | La dolce vita    | 57 634       | 59 860       | 2     | Till final    |
| 5  | Runaway          | 18 155       | 26 628       | 5     | Utslagen      |
| 6  | Äntligen         | 15 712       | —            | 8     | Utslagen      |
| 7  | Min kärlek       | 40 066       | 42 580       | 4     | Andra chansen |
| 8  | Olé Olé          | 52 867       | 57 207       | 3     | Andra chansen |

#### Siffror
- Antal TV-tittare: 3 277 000 tittare[6]
- Antal telefonröster: 512 593 röster[7]
- Summa pengar insamlad till Radiohjälpen: 722 756 kronor[7]

## Andra chansen: Stockholm
Andra chansen sändes från Hotel Rival i Stockholm söndagen den 14 mars 2004 och programleddes av Grynet, Henrik Johnsson och Liza Marklund.
Uppsamlingsheatet genomgick detta år ännu ett namnbyte, från Tittarnas val till sitt nuvarande namn Andra chansen; bara två år tidigare användes namnet Vinnarnas val, med aledning av det format som då användes för programmet. I uppsamlingsheatet tävlade de bidrag som hade placerat sig på tredje och fjärde plats i deltävlingarna. Inramningen av programmet bestod i att varje bidrags deltävlingsframträdande spelades upp, varpå tittarna utsåg vilka två som skulle bli de sista att gå till final. Tittarna kunde likt i deltävlingarna rösta genom att ringa 099-409 0X, där X var bidragets startnummer, för 5,70 kronor per samtal; 1,41 kronor gick till Radiohjälpen. Till skillnad från deltävlingarna, där tittarna röstade i två omgångar, genomfördes endast en röstningsomgång, där de två bidrag med flest röster gick vidare till final.

### Startfält
Bidragen presenteras nedan i startordning.
| Nr | Artist/grupp    | Melodi                     | Upphovsmän (text & musik)                                                         | Deltävl. |
| -- | --------------- | -------------------------- | --------------------------------------------------------------------------------- | -------- |
| 1  | Sarek           | Älvorna                    | Dan Attlerud (t), Lars Diedricson (m), Marcos Ubeda (m)                           | 1        |
| 2  | Karl Martindahl | Love Turns Water Into Wine | Michael Persson (tm), Peter Broman (tm)                                           |          |
| 3  | Fredrik Kempe   | Finally                    | Fredrik Kempe (tm)                                                                | 2        |
| 4  | Anne-Lie Rydé   | Säg att du har ångrat dig  | Thomas G:son (t), Tony Johansson (tm)                                             |          |
| 5  | Bubbles         | Blow the Spot              | Joacim Persson (tm), Niclas Molinder (tm), Pelle Ankarberg (tm)                   | 3        |
| 6  | Bosson          | Efharisto                  | Ingela Forsman (t), Bobby Ljunggren (m), Henrik Wikström (m)                      |          |
| 7  | Shirley Clamp   | Min kärlek                 | Ingela Forsman (t), Bobby Ljunggren (m), Henrik Wikström (m)                      | 4        |
| 8  | Andrés Esteche  | Olé Olé                    | Johan Fransson (tm), Niklas Edberger (tm), Tim Larsson (tm), Tobias Lundgren (tm) |          |

#### Resultat
| Nr | Melodi                     | Antal röster | Plac. | Anm.       |
| -- | -------------------------- | ------------ | ----- | ---------- |
| 1  | Älvorna                    | 40 497       | 5     | Utslagen   |
| 2  | Love Turns Water Into Wine | 56 818       | 3     | Utslagen   |
| 3  | Finally                    | 26 438       | 8     | Utslagen   |
| 4  | Säg att du har ångrat dig  | 27 678       | 7     | Utslagen   |
| 5  | Blow the Spot              | 41 249       | 4     | Utslagen   |
| 6  | Efharisto                  | 35 855       | 6     | Utslagen   |
| 7  | Min kärlek                 | 57 343       | 2     | Till final |
| 8  | Olé Olé                    | 72 372       | 1     | Till final |

#### Siffror
- Antal TV-tittare: 2 293 000 tittare[6]
- Antal telefonröster: 358 250 röster[7]
- Summa pengar insamlad till Radiohjälpen: 505 132 kronor[7]

## Finalen: Stockholm
Finalen sändes från Globen i Stockholm lördagen den 20 mars 2004 klockan 20:00–22:00 direkt i SVT1. Av de tio finalisterna hade åtta kvalificerat sig direkt från sina respektive deltävlingar, och två från uppsamlingsheatet Andra chansen.
Resultatet avgjordes likt tidigare år i form av kombinerad jury- och telefonröstning. Tittarna kunde ringa och rösta på 099-409 XX, där XX avsåg bidragets startnummer, för 5,70 kronor per samtal; 1,41 kronor gick till Radiohjälpen. Tittarna hade möjlighet att rösta även under tiden de elva jurygrupperna lämnade sina poäng. Varje jurygrupp representerades av ett regionalt nyhetsdistrikt och avlade poängen 1, 2, 4, 6, 8, 10 och 12; totalt 473 poäng. Tittarnas poäng blev multiplar av elva; 11, 22, 44, 66, 88, 110 och 132 poäng till de sju bidrag som fick flest röster i tittaromröstningen.

### Startfält
Bidragen listas nedan i startordning.
| Nr | Artist/grupp               | Melodi               | Upphovsmän (text & musik)                                                         | Deltävl.  |
| -- | -------------------------- | -------------------- | --------------------------------------------------------------------------------- | --------- |
| 1  | Shirley Clamp              | Min kärlek           | Ingela Forsman (t), Bobby Ljunggren (m), Henrik Wikström (m)                      | 4 + A. C. |
| 2  | Sandra Dahlberg            | Här stannar jag kvar | Johan Becker (tm), Sandra Dahlberg (tm)                                           | 3         |
| 3  | Andrés Esteche             | Olé Olé              | Johan Fransson (tm), Niklas Edberger (tm), Tim Larsson (tm), Tobias Lundgren (tm) | 4 + A. C. |
| 4  | Hanson, Carson & Malmkvist | C'est la vie         | Thomas G:son (tm)                                                                 | 3         |
| 5  | E-Type feat. NaNa          | Paradise             | Fredrik Ekdahl (tm), Martin Eriksson (tm)                                         | 2         |
| 6  | Lena Philipsson            | Det gör ont          | Thomas Eriksson (tm)                                                              | 4         |
| 7  | Fame                       | Vindarna vänder oss  | Dan Attlerud (t), Henrik Sethsson (m), Pontus Assarsson (m)                       | 2         |
| 8  | After Dark                 | La dolce vita        | Larry Forsberg (tm), Lennart Wastesson (tm), Sven-Inge Sjöberg (tm)               | 4         |
| 9  | Sara Löfgren               | Som stormen          | Carina Danielsson-Bergsman (t), Eddie Jonsson (t), Lars Diedricson (m)            | 1         |
| 10 | Petra Nielsen              | Tango! Tango!        | Thomas G:son (tm)                                                                 | 1         |

#### Resultat
| Nr | Melodi               | Juryomröstningen | Juryomröstningen | Juryomröstningen | Juryomröstningen | Juryomröstningen | Juryomröstningen | Juryomröstningen | Juryomröstningen | Juryomröstningen | Juryomröstningen | Juryomröstningen | Juryomröstningen | Tittaromröstningen | Tittaromröstningen | Summa | Plac. |
| Nr | Melodi               | Lå               | Uå               | Sl               | Fn               | Kd               | Sm               | Öo               | Ng               | Gg               | Vö               | Mö               | Poäng            | Antal röster       | Poäng              | Summa | Plac. |
| -- | -------------------- | ---------------- | ---------------- | ---------------- | ---------------- | ---------------- | ---------------- | ---------------- | ---------------- | ---------------- | ---------------- | ---------------- | ---------------- | ------------------ | ------------------ | ----- | ----- |
| 1  | Min kärlek           | 6                | 8                | 6                | 6                | 12               | 12               | 2                | 10               | 6                | 10               | 8                | 86               | 176 343            | 88                 | 174   | 2     |
| 2  | Här stannar jag kvar | —                | 4                | —                | —                | —                | —                | 1                | —                | —                | 1                | 2                | 8                | 82 492             | 11                 | 19    | 8     |
| 3  | Olé Olé              | —                | —                | —                | —                | 2                | 1                | 10               | 1                | —                | —                | —                | 14               | 79 723             | —                  | 14    | 9     |
| 4  | C'est la vie         | 2                | —                | —                | —                | 4                | —                | —                | —                | 1                | —                | —                | 7                | 61 190             | —                  | 7     | 10    |
| 5  | Paradise             | 1                | 1                | 10               | 1                | —                | 2                | —                | 2                | 10               | —                | 4                | 31               | 159 157            | 44                 | 75    | 5     |
| 6  | Det gör ont          | 8                | 6                | 12               | 12               | 8                | 6                | 6                | 8                | 12               | 12               | 10               | 100              | 298 722            | 132                | 232   | 1     |
| 7  | Vindarna vänder oss  | 10               | 10               | 4                | 2                | 6                | 10               | 4                | 6                | 4                | 4                | 6                | 66               | 76 003             | —                  | 66    | 6     |
| 8  | La dolce vita        | —                | 2                | 1                | 4                | 1                | 4                | 8                | 12               | —                | 2                | 12               | 46               | 209 795            | 110                | 156   | 3     |
| 9  | Som stormen          | 4                | —                | 2                | 10               | —                | —                | —                | —                | 8                | 6                | —                | 30               | 85 132             | 22                 | 52    | 7     |
| 10 | Tango! Tango!        | 12               | 12               | 8                | 8                | 10               | 8                | 12               | 4                | 2                | 8                | 1                | 85               | 172 873            | 66                 | 151   | 4     |

#### Siffror
- Antal TV-tittare: 4 105 000 tittare[6]
- Antal telefonröster: 1 401 430 röster (röstningsrekord för en final)[7]
- Summa pengar insamlad till Radiohjälpen: 1 975 992 kronor[7]

Total statistik för hela turnén:
- Genomsnittligt antal TV-tittare per program: 3 235 500 tittare
- Totalt antal telefonröster: 3 899 408 röster
- Total summa pengar insamlad till Radiohjälpen: 5 498 140 kronor[7]

### Juryuppläsare
Juryuppläsarna bestod i år av deltagare i dokusåpan Robinson, som vid tidpunkten sändes på Sveriges Television.
- Luleå: Martin Suorra
- Umeå: Kent Larsen
- Sundsvall: Åsa Vilbäck
- Falun: Nemah Hansson
- Karlstad: Roger Ohlsson
- Stockholm: Martin Melin
- Örebro: Roxana Sundström
- Norrköping: Zübeyde Simsek
- Göteborg: Alexandra Zazzi
- Växjö: Torbjörn Ambré
- Malmö: Emma Andersson